# Tylopeza
Tylopeza là một chi bướm đêm thuộc phân họ Tortricinae của họ Tortricidae.

## Các loài
- Tylopeza zelotypa (Meyrick, 1912)